# Sénat (Mauritanie)
Pour les autres articles nationaux ou selon les autres juridictions, voir Sénat.
Le Sénat (en arabe: مجلس الشيوخ, Majlis al-Chouyoukh) est, de 1991 à 2017, la chambre haute du Parlement mauritanien.
Après le coup d'État du 3 août 2005 qui renverse le président Maaouiya Ould Sid'Ahmed Taya, le Parlement mauritanien est dissous par le CMJD le 5 août. En juin 2006, une révision constitutionnelle adoptée par référendum le rétabli, suivi d'élections sénatoriales en février 2007.
Le Sénat est cependant aboli de nouveau le 15 août 2017 à la suite du référendum constitutionnel mauritanien de 2017,

## Composition
La Chambre haute comprend 56 sénateurs : 
- 53, élus au suffrage universel indirect, représentant les collectivités territoriales du pays ;
- 3, désignés par les précédents, représentant les Mauritaniens vivant à l'étranger.

## Élections
Un sénateur est élu par moughataa (circonscription comparable à un département) au scrutin majoritaire simple. Le collège électoral est formé des maires et conseillers municipaux des communes de la circonscription. Ensuite, ces 53 élus désignent les 3 sénateurs représentant les Mauritaniens établis à l'étranger par scrutin uninominal.

## Mandat
La durée du mandat est de 6 ans. L'assemblée a été entièrement réélue en février 2007 (voir plus haut) ; par la suite, elle est renouvelable par tiers tous les deux ans.

## Éligibilité
Il faut :
- être citoyen mauritanien jouissant de ses droits civils et politiques,
- être âgé de trente-cinq (35) ans au moins.
- ne pas être membre du gouvernement ni titulaire de certaines fonctions publiques.

## Présidence
- 1992-2005 : Dieng Boubou Farba
- 2007-2013 : Ba Mamadou M'Baré
- 2013-2017 : Mohamed El Hacen Ould El Haj.